# Свяття (Тверська область)
Свяття (рос. Святье) — присілок в Кімрському районі Тверської області Російської Федерації.
Населення становить 83 особи. Входить до складу муніципального утворення Федоровське сільське поселення.

## Історія
Від 2005 року входить до складу муніципального утворення Федоровське сільське поселення.

## Населення
| 2010 |
| ---- |
| 83   |